# Négociation contributive
La négociation contributive est une pratique utilisée dans le cadre de la médiation professionnelle. Elle  vise l'accord durable. Elle consiste à envisager la réussite de l'autre partie pour considérer que l'accord est un accord réussi. Cette forme de négociation permet de travailler en premier lieu sur les positions, considérant que c'est à partir de leur position que les personnes apprécient et estiment la valeur de toute chose.

## Idées générales
La négociation contributive en appelle à la conscience de la relation durable et qualitative. Elle ne repose pas sur le concept du gagnant-gagnant dans les intérêts matériels. Elle permet de prendre en considération le besoin de reconnaissance et la fragilité d'un accord adopté en situation de crise, ou pour en sortir, et permet d'insister et de valoriser la nécessité de développer une approche qui soit centrée sur la clarification des positions des personnes pour faire un choix avisé plutôt que d'entretenir l'illusion d'une démarche gagnant-gagnant dédiée aux intérêts.
- on ne négocie pas avec soi-même, on délibère
- on ne négocie pas avec ses enfants, on les éduque
- on ne négocie pas avec son conjoint, on dialogue

## Définition
Les parties considèrent que si elles souhaitent maintenir des relations de qualité entre elles, chacune doit être attentive à ce qu'elle ne réussisse pas aux dépens d'une autre.
La « contribution » peut consister, dans certains accords, à arrêter les comportements de nuisance...
Dans les accords portant sur des relations durables, la contribution peut aller plus loin et anticiper ce qui peut faciliter, voire favoriser la réussite de l'autre.
La négociation contributive se pratique dans des contextes de résolution de différents accompagnée par les médiateurs professionnels qui permettent aux parties d'envisager le futur et préconisent l'introduction de la clause de médiation dans les accords écrits de médiation qui deviennent de ce fait de nouveau contrat sous-seing privé.
Le processus de la négociation contributive va de la création du climat de confiance, passant par la reconnaissance de la légitimité des positionnements et des points de vue, par l'identification des aspects pratiques d'un accord, jusqu'à la définition des modalités d'application et de pérennisation dudit accord.